# Marta Pavlisová

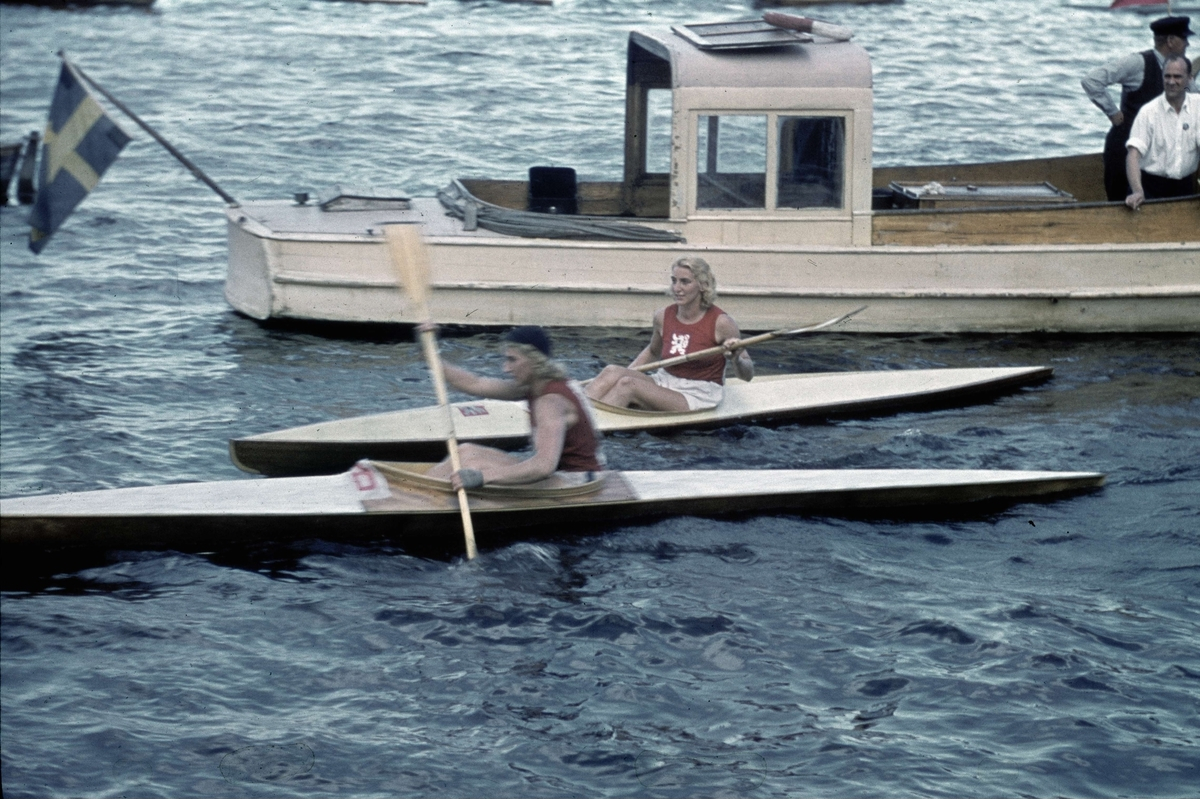
Sestry Pavlisovy na Mistrovství světa v rychlostní kanoistice ve Vexholmu roku 1938

Marta Pavlisová-Kohoutová (rozená Pavlisová; 28. července 1914 — 13. srpna 1953) byla československá reprezentantka v rychlostní kanoistice a plavkyně, mistryně světa a Evropy v rychlostní kanoistice na kajaku. Trénovala v loděnici Klubu vodních sportů v Pražském Podolí, pověstná byla také tím, že měla štíhlé a dlouhé ruce.

## Mistrovství světa
Spolu se svou sestrou Marií Zvolánkovou jsou jediné české (československé) mistryně světa v rychlostní kanoistice, a to ve dvojkajaku na 600 m z mistrovství světa v roce 1938 ve švédském Vaxholmu. Ještě před tím na témže mistrovství málem zvítězila na singlkajaku, když dojela jako první, ale byla diskvalifikována pro křížení tratě soupeřkám (jednotlivé dráhy nebyly vybójkované). Na prvním poválečném mistrovství světa v roce 1948 v Londýně získala ještě stříbro s o deset let mladší Růženou Lehmenkühlerovou (Košťálovou), když je od vítězných Dánek dělila pouhá setina.

## Mistrovství Evropy
V Praze Marta porážela muže nejdříve v plavání a poté i na kajaku, na domácím mistrovství Evropy v roce 1933 jí však německé kajakářky (Wenzelová a Brettschneiderová) ujely, závodilo se ve skládacím kajaku, třetí byla i o rok později v Kodani. Poté trénovala ještě intenzivněji (navíc v kajaku mužském) a získala zlato na dalším mistrovství v roce 1936 v německém Duisburgu, kde domácím závodnicím oplatila porážku.